# Nyebro
Nyebro är en ort i Värö socken i Varbergs kommun i Hallands län, belägen på norra stranden av Viskan, öster om Väröbacka på östra sidan om E6 och E20. Mellan 1990 och 1995 klassade SCB Nyebro som en småort och återigen från 2020.